# Đầu trụ
Đầu trụ (tiếng Anh: capital; tiếng Latinh: caput, nghĩa là "đầu") là một thành phần kiến trúc có công năng trang trí được xây trên cùng của một cột trụ. Đầu trụ mở rộng diện tích bề mặt đỡ của cột, đóng vai trò là trung gian giữa cột và tải trọng ép xuống của phần kiến trúc bên trên. Đầu trụ tỏa ra ở các bên đỡ lấy mũ cột, kết nối phần mũ cột (thường có tiết diện là hình vuông) với phần thân cột (thường có tiết diện hình tròn). Đầu trụ rất đa dạng về hình thức, có khi lồi (thức cột Doric); có khi lõm, như trong đầu trụ hình cái chuông ngược của thức cột Corinth; hoặc cuộn ra ngoài, như trong thức cột Ionic. Tuy nhiên, đây là ba loại đầu trụ chính mà tất cả đầu trụ khác trong kiến trúc cổ điển đều dựa vào.
Với công năng trang trí, đầu trụ luôn hiện diện trong các công trình tòa nhà vĩ đại có nhiều hàng cột, ở những vị trí dễ thấy, qua đó thể hiện một cách rõ ràng nhất về thức trụ (architectural order) của công trình. Hoa văn của đầu trụ còn cho người ta biết về niên đại của tòa nhà đó.